# Charlie Hoag
Charles Monroe "Charlie" Hoag (Guthrie, 19 juli 1931 – Kansas City, 8 maart 2012) was een Amerikaans basketballer en Americanfootballspeler. Hij won met het Amerikaans basketbalteam de gouden medaille op de Olympische Zomerspelen 1952.
Hoag speelde voor het team van de Universiteit van Kansas. Tijdens de Olympische Spelen speelde hij 7 wedstrijden, inclusief de finale tegen de Sovjet-Unie. Gedurende deze wedstrijden scoorde hij 20 punten.
Naast basketbal speelde hij ook American football voor de Universiteit van Kansas. Hij werd in 1953 door de National Football League geselecteerd als speler, echter door een knieblessure speelde hij nooit professioneel.
Na zijn carrière als speler was hij werkzaam als verzekeringsmakelaar.
- International Standard Name Identifier: 0000 0000 2357 7188
- Library of Congress Control Number: n82246110
- Nationale Bibliotheek van Israël: 987007418202905171
- Nederlandse Thesaurus van Auteursnamen: 074902814
- Virtual International Authority File: 66888756
- WorldCat: E39PBJkxK73mdtb8FcYyfwBwYP